# 스베틀로고르스크 (칼리닌그라드주)

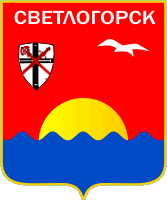
시 문장

스베틀로고르스크(러시아어: Светлого́рск, 독일어: Swetlogorsk, 리투아니아어: Raušiai, 폴란드어: Ruszowice)는 러시아 칼리닌그라드주 북서부에 위치한 도시로, 인구는 10,950명(2002년 기준)이다. 삼비아반도에 위치하며 발트해와 접한다.
1258년 튜턴 기사단이 프로이센인을 정복하면서 건설되었고 라우셴(Rauschen)이라는 이름으로 불리게 된다. 1945년까지 독일 동프로이센에 속해 있었지만 제2차 세계 대전 종식과 함께 소비에트 연방에 병합되었고 1946년 지금과 같은 이름으로 변경되었다.